# Ernest Sterckx
Ernest "Nestje" Sterckx (Heultje, 1 december 1922 - 3 februari 1975) was een Belgisch wielrenner. Hij is mederecordhouder van het meeste aantal zeges in de Omloop Het Volk, namelijk drie. Het voormalige voetbalstadion van KFC Heultje was naar hem vernoemd.
Hij kreeg op 16 september 2023 een standbeeld op het dorpsplein van Heultje onder het toezicht van 300 toeschouwers. 

## Belangrijkste overwinningen
1944
- Ronde van Limburg

1946
- Gent-Wevelgem
- Gullegem Koerse

1947
- Parijs-Brussel
- Waalse Pijl

1949
- Nokere Koerse
- Eindklassement Ronde van België

1950
- Schaal Sels

1951
- Scheldeprijs

1952
- Omloop Het Volk

1953
- Omloop Het Volk
- 2e etappe Ronde van België
- 4e etappe Ronde van België

1955
- Ronde van Limburg

1956
- Omloop Het Volk
- 2e etappe deel A Dwars door Vlaanderen

## Resultaten in voornaamste wedstrijden
| Jaar | Milaan-San Remo | Gent-Wevelgem | Ronde van Vlaanderen | Parijs-Roubaix | Luik-Bast.‑Luik | Omloop Het Volk | Waalse Pijl | Parijs-Brussel |
| ---- | --------------- | ------------- | -------------------- | -------------- | --------------- | --------------- | ----------- | -------------- |
| 1946 |                 | Goud          |                      |                |                 |                 |             |                |
| 1947 |                 |               |                      |                |                 |                 | Goud        | Goud           |
| 1948 |                 |               |                      |                |                 | 15e             |             |                |
| 1949 | 8e              |               | 4e                   | 12e            |                 | 6e              |             |                |
| 1950 |                 |               |                      |                |                 | 11e             |             |                |
| 1951 |                 |               |                      |                | 8e              | 12e             |             | 16e            |
| 1952 |                 |               |                      |                | 21e             | Goud            |             |                |
| 1953 |                 |               |                      | 39e            |                 | Goud            |             | 9e             |
| 1954 |                 | Brons         |                      |                |                 | 5e              |             |                |
| 1955 |                 | 9e            | 13e                  | 6e             |                 |                 |             | 7e             |
| 1956 |                 | 9e            | 9e                   |                |                 | Goud            |             | 73e            |
| 1957 |                 |               |                      |                |                 | 21e             |             |                |